# Ratusz w Słupsku

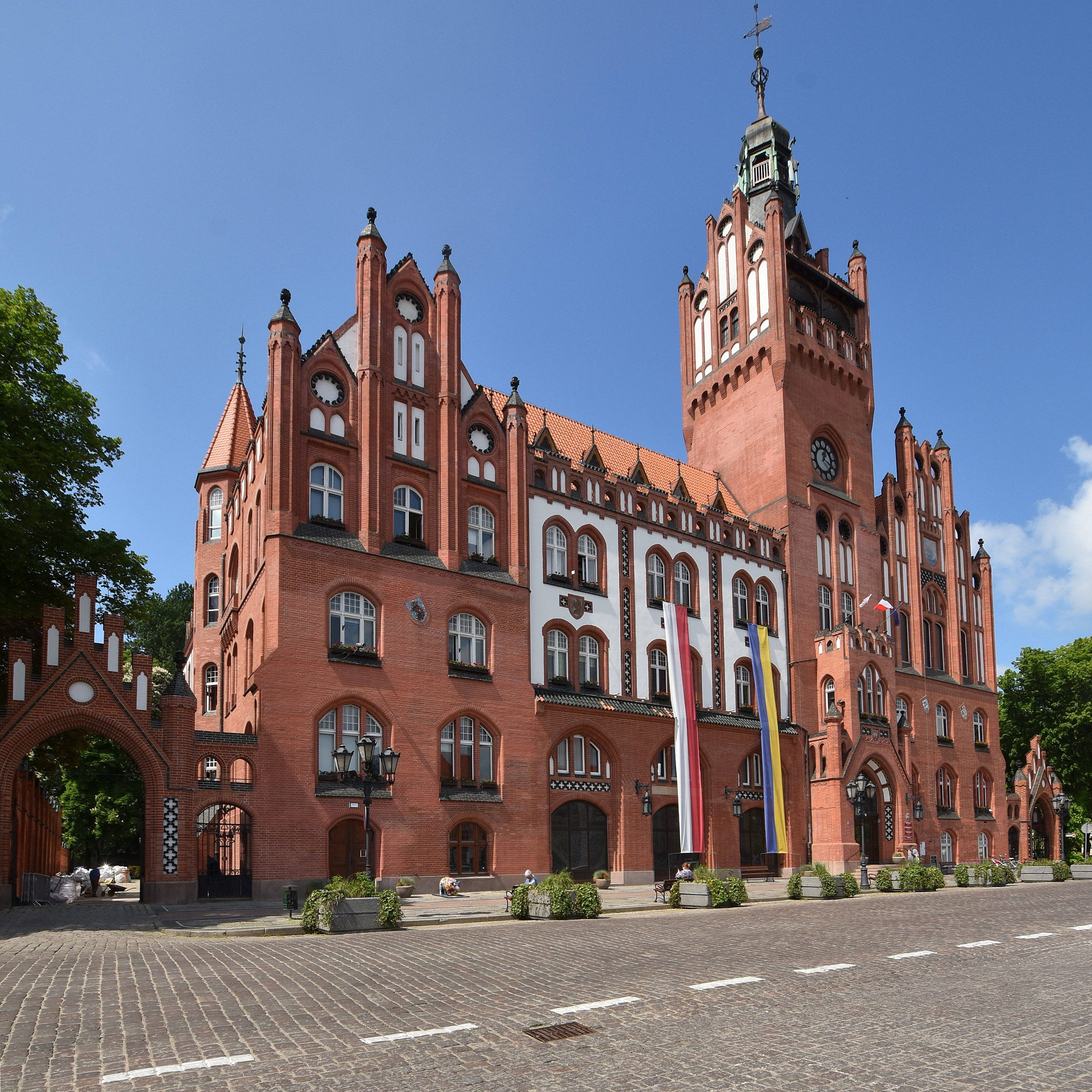
Elewacja boczna

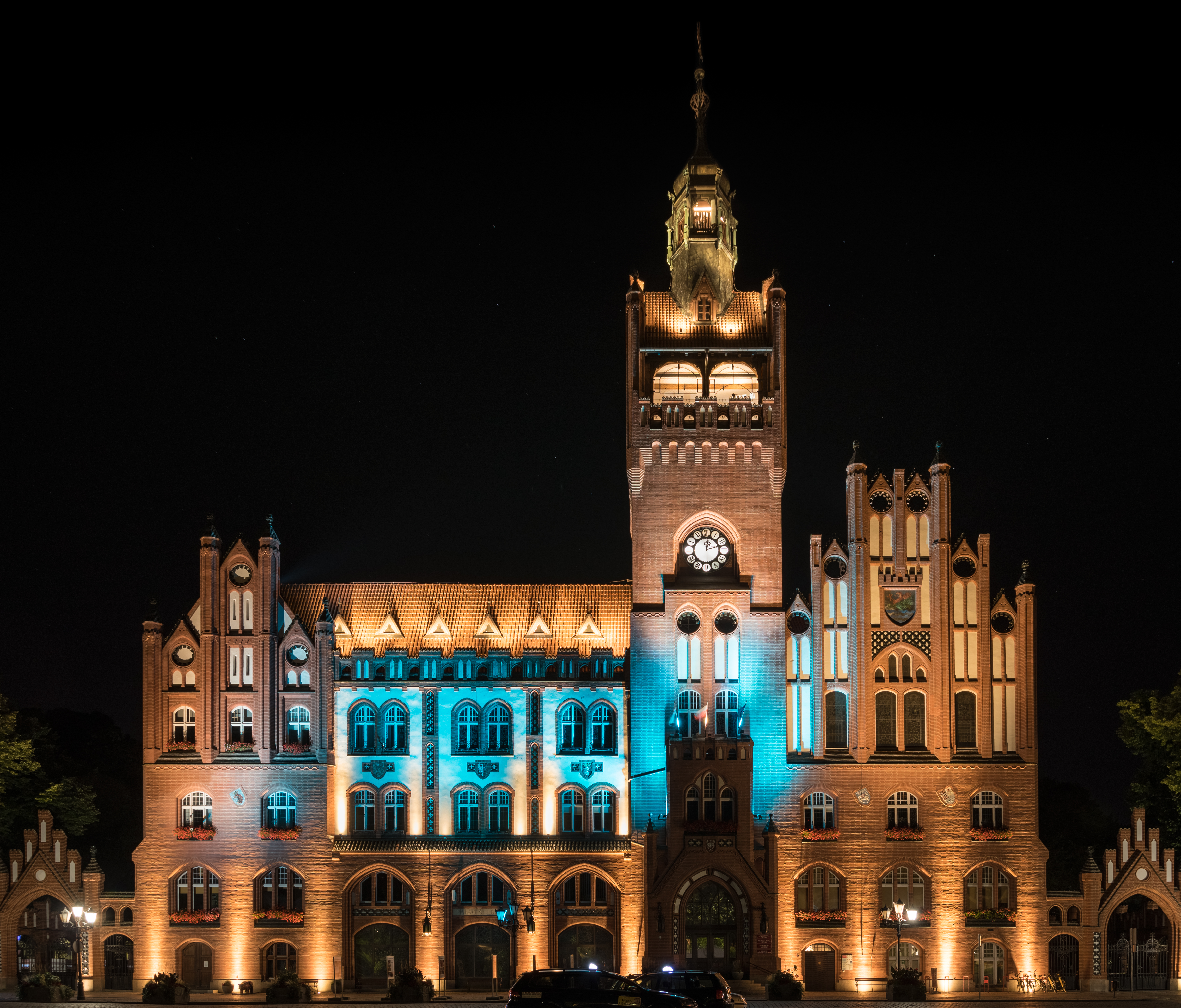
Iluminacja Ratusza

Ratusz w Słupsku – siedziba władz miejskich Słupska.

## Historia
W historii Stolpu i Słupska znane są trzy ratusze. Najstarszy z nich - pochodzący ze średniowiecza budynek o schodkowym szczycie i z wieżyczką na dachu - przedstawił m.in. Brüggemann w swoim wydanym w 1784 roku dziele “Wyczerpujący opis stanu obecnego Królewsko-Pruskich Księstw Pomorza”, pisząc, iż:

...W mieście tym na środku rynku stoi ratusz z wieżycą, na której umieszczono zegar. Jest to budowla stara i szacowna, w jej wnętrzu zaś obszerna sala giełdy kupieckiej służy za pamiątkę niegdysiejszej świetności tutejszego handlu. Prócz owej giełdy, pomieszczeń miejskiej rady i archiwum, w Ratuszu mieszczą się też – Królewski poborca podatkowy, odwach, waga miejska, apteka Rady, mieszkania starszych urzędników służby miejskiej i sądowej, skład sprzętów na wypadek pożaru, więzienie oraz w budynku sąsiednim – jatka. ...

Ten pierwszy ratusz widoczny jest częściowo na panoramie miasta, zamieszczonej na mapie Pomorza z 1618 roku, wykonanej przez Lubinusa.
W końcu XVIII wieku zastąpił go nowy budynek. Budził on od początku kontrowersje, jako zbyt drogi i zbyt okazały dla niewielkiego podówczas miasteczka. Oddano go do użytku w roku 1798; stał na Starym Rynku w Słupsku. Ponad stuletni budynek został ostatecznie, wkrótce po wybudowaniu nowego ratusza wykupiony przez kupców ze Starego Rynku i rozebrany, choć były plany wykorzystania go m.in. na siedzibę wielkiego domu handlowego, czy na tymczasową siedzibę dla władz powiatu ziemskiego Stolp-in-Pommern po pożarze budynku Starostwa w kwietniu 1901 roku.
Inicjatorem budowy nowego ratusza dla Stolpu in Pommern był Hans Matthes, pierwszy burmistrz miasta w latach 1893-1905. W roku 1897 ogłoszono wreszcie, po wielu przymiarkach, konkurs na projekt nowego ratusza. Wzięło w nim udział około 500 architektów z obszaru całej ówczesnej Rzeszy, którzy nadesłali niemal 90 prac. Wszystkie nagrody w tym konkursie zdobyli berlińczycy - pierwsza trafiła do zespołu w składzie: architekt prof. Karl Zaar i inż. Rudolf Vahl. Wystawa pokonkursowa miała miejsce w roku 1898 w gmachu pierwszej Szkoły Gminnej, wybudowanej w 1897 roku przy ówczesnej Wollmarktstraße (dziś ul. Deotymy). Budowę ratusza rozpoczęto w kwietniu 1899 roku, a już po 27 miesiącach, 4 lipca 1901 (w 125. rocznicę ogłoszenia amerykańskiej Deklaracji Niepodległości) gotowy budynek uroczyście przekazano do eksploatacji.
Jest to budowla w stylu neogotyckim, która znajduje się przy placu Zwycięstwa. Została ona wpisana na listę zabytków chronionych prawem. Budynek od początku pełni funkcję siedziby władz miejskich.

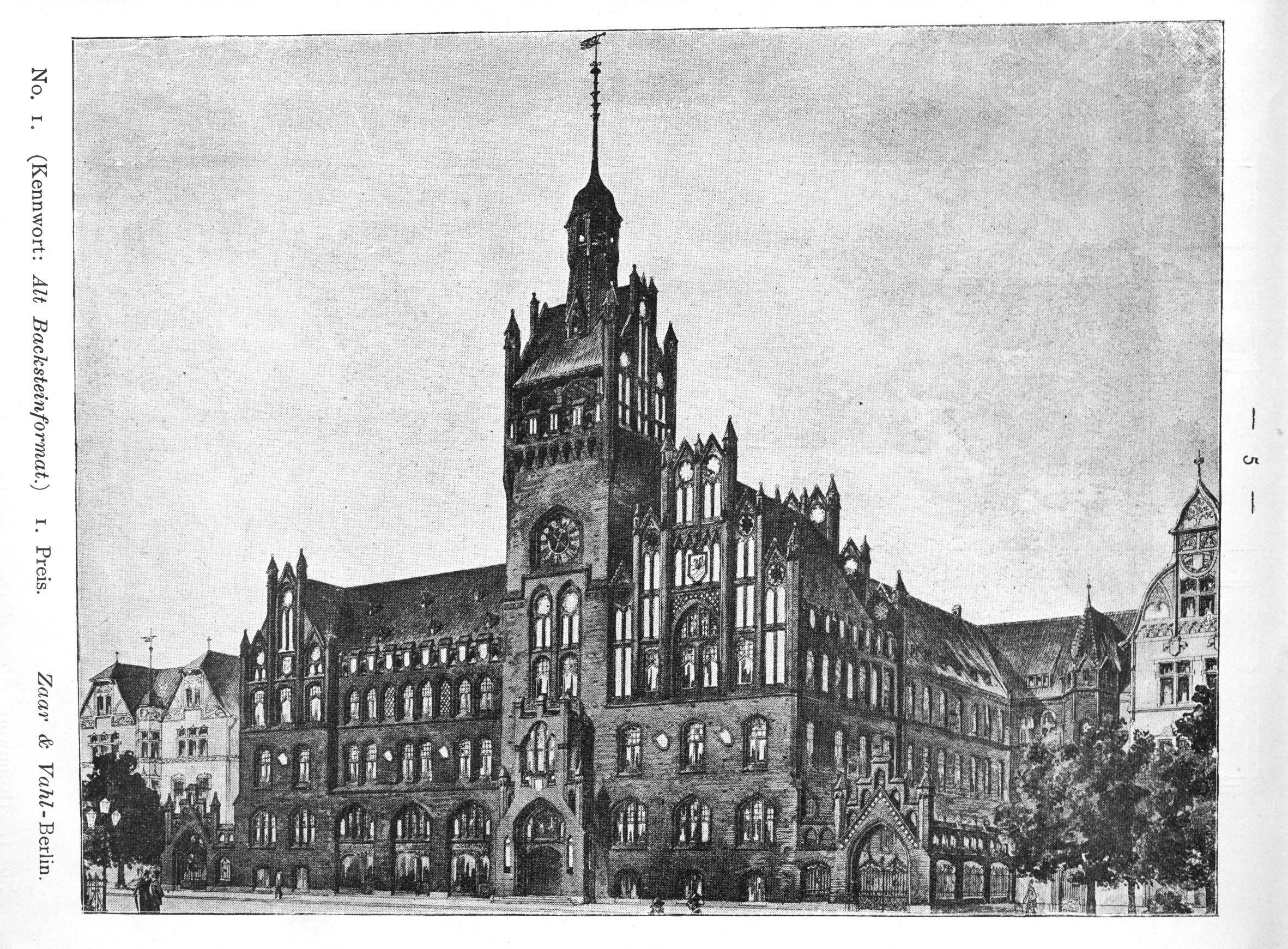
Projekt Ratusza berlińskiego architekta prof. Karla Zaara i inżyniera Rudolfa Vahla

Nowy, trzeci już ratusz miał początkowo stanąć przy al. Sienkiewicza (niem. Blücherplatz, następnie Bismarckplatz), ale ze względu na tamtejszy podmokły grunt wybrano obecne miejsce. Wcześniej, w miejscu obecnego pl. Zwycięstwa, przy którym stoi obecny ratusz, do połowy XIX wieku było bajorko zwane "Quebbe vor dem Neuen Tor", na zlecenie Rady Miejskiej, ostatecznie zasypane w ciągu niecałych trzech lat przez mistrza piekarskiego, niejakiego Wienandta. W latach 1852–1855 rozkopał on Górę św. Piotra, skąd wywiózł ponad 30 tysięcy furmanek piasku. Mistrz Wienandt pracował swymi sześcioma końmi najpierw do września 1854 roku, kiedy po pomiarach, zleconych przez burmistrza Wahla mierniczemu nazwiskiem Schulz Komisja Magistracka odrzuciła zgłoszone przez Wienandta do odbioru zadanie, jako "nie do końca wykonane" (zabrakło kilku cm do uzgodnionej wysokości wypełnienia), przez co Wienandt zmuszony został do uzupełnienia wspomnianego wypełnienia. W roku 1855 zadanie zostało ostatecznie odebrane. Tak powstał dzisiejszy słupski plac Zwycięstwa, zwany z początku Wollmarktem (Targiem Wełnianym), a następnie - od 1888 roku do końca II wojny światowej - placem Heinricha von Stephana, słupszczanina, ministra poczty Rzeszy Niemieckiej i jednego z wynalazców kartki pocztowej – pocztówki. Z początku Targ Wełniany był placem jedynie ubitym, nie wybrukowanym, używanym do celów targowych. Wspomniany mistrz Wienandt zapisał się w historii miasta bez imienia - jego praca przy zasypywaniu Quebbe przyprawiła go niemal o bankructwo; mistrz piekarski wkrótce opuścił Stolp, wyjeżdżając do Wrocławia. W roku 1875 na placu tym stanął pierwszy z czterech pomników, jakie miały go ozdobić, niedługo potem plac został wybrukowany kostką, pochodzącą ze Szwecji. Po postawieniu wspomnianego pomnika wielki plac przestał pełnić funkcję targową, nabierając powoli charakteru miejsca reprezentacyjnego. Kulminacyjnym punktem tego procesu było ustawienie w 1910 roku w centrum placu konnej brązowej figury cesarza Wilhelma I, uroczyście odsłoniętej przez jego wnuka, Wilhelma II w 5 września 1910 roku.
W wyrobisku pozostałym po piaskowni w latach 1924-1926 zbudowano reprezentacyjny stadion sportowy, któremu 15 sierpnia 1926 roku uroczyście nadano imię feldmarszałka Rzeszy Niemieckiej Paula von Hindenburga, w jego obecności zresztą. Obecnie w tym miejscu znajduje się Stadion 650-lecia.
Ówczesny burmistrz Słupska (a właściwie Stolp im Pommern), Hans Matthes (funkcję burmistrza sprawował w latach 1893-1905), wydał na budowę sumę dwukrotnie przekraczającą kwotę przeznaczoną na ten cel przez Radę Miejską, tj. 600 tys. marek zamiast przewidzianych 300 tys. Nowy ratusz był zdecydowanie za duży, jak na potrzeby ok. 30-tysięcznego miasta. Dodatkowo, rozbudowując miasto i kanalizując je, zadłużył kasę miejską na ok. 2 mln marek. Trzy lata po oddaniu ratusza do użytku musiał zrezygnować z urzędu w atmosferze skandalu. Dopiero w roku 1924 słupszczanie uznali w pełni zasługi Hansa Matthesa dla rozwoju miasta i przyznali mu tytuł Honorowego Obywatela Miasta. Jego imieniem nazwali też jedną z miejskich ulic. Po ponad stu latach od wzniesienia siedziba władz miejskich jest już za ciasna dla blisko 100-tysięcznego Słupska. Ostatnio na potrzeby urzędu miasta zaadaptowana została zbudowana w 1866 roku willa Levy Friedlaendera, jeden z najstarszych budynków powstałych na obrzeżach ówczesnego placu Stephana. Swoje pierwsze pięć minut miał nowy Ratusz 5 września 1910 roku, kiedy to posłużył za rezydencję dla bawiącej w ówczesnym Stolpie niemieckiej pary cesarskiej. Burmistrzem miasta był wtedy ob. Werner Zielke, który niedługo później został pierwszym w historii miasta nadburmistrzem.

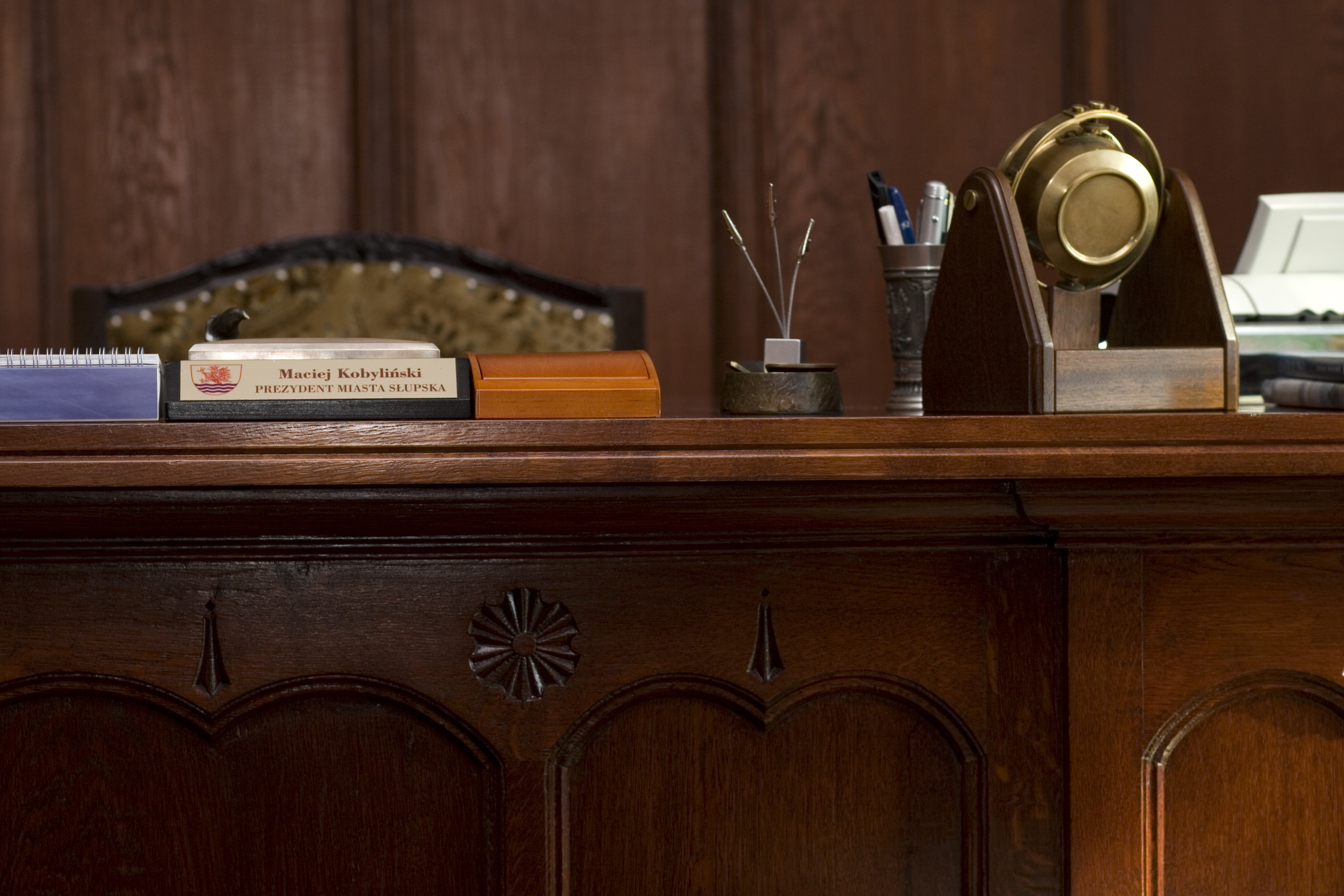
Biurko prezydenta

We wnętrzu można zobaczyć między innymi:
- Gabinet prezydenta miasta Słupska - unikatowe, zabytkowe (przeszło stuletnie) tapety, biurko, witraże, gazowy żyrandol
- monumentalne malowidła: m.in. przedstawiające alegorię nadania praw miastu (dzieło prof. J. Scheurenberga) - w sali konferencyjnej, Targ Rybny w Słupsku oraz wyładunek w porcie w Ustce w hallu wejściowym (dzieła F. Klein-Chevaliera).
- witraże (sala 211 i 212, gabinet prezydenta, klatki schodowe)
- Słupskiego Bursztynowego Niedźwiadka Szczęścia
- Kolekcję herbów polskich na wieży Ratusza
- Obrazy przedstawiające burmistrzów Stolpu i prezydentów Słupska na wieży Ratusza
- Słupską srebrną jednodolarówkę i bursztynowy Klucz do Zjednoczonej Europy

Codziennie o godz. 12:00 z wieży ratusza rozbrzmiewa hejnał (posłuchaj hejnałuⓘ).

## Architektura

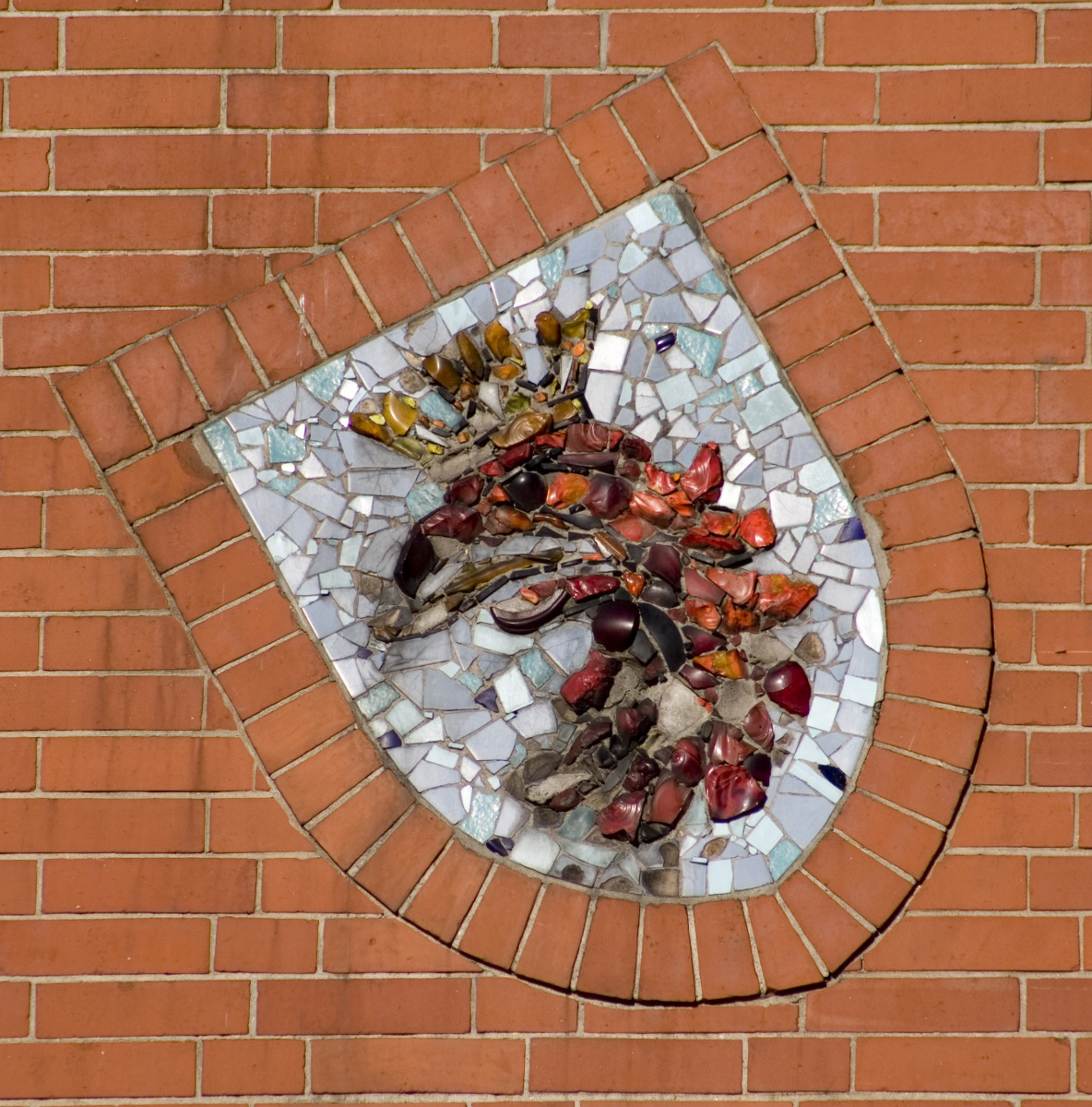
Herb Szczecina na fasadzie Słupskiego Ratusza

Ratusz znajduje się w centralnej części miasta, zamykając obszerny plac Zwycięstwa od zachodu. Takie usytuowanie czyni z tej budowli ważny element w układzie przestrzennym. Budynek założony jest na planie zbliżonym do litery "U". Elewacja główna zwrócona jest na wschód w stronę placu, dwa skrzydła boczne biegną równolegle do ulic Deotymy i Tuwima. Tak korpus główny jak, i skrzydła pokryte są dwuspadowymi dachami.
Nad całością góruje masywna wieża zegarowa przykryta cebulastą kopułą. Elewacje budynku, a zwłaszcza główna, urozmaicone są wieloma detalami architektonicznymi i dekoracją plastyczną. Interesujące jest również rozwiązanie kolorystyczne. Oprócz wieży pionowe akcenty stanowią malowniczo rozczłonkowane, trójkątne szczyty przysłaniające dachy skrzydeł bocznych. Dominującym kolorem jest czerwień dachówek i cegieł ścian.
Poziome akcenty wprowadzają rzędy okien wzbogacając elewację poprzez różnorodność formy i kolorowe witraże wprawione w niektóre z nich. Istotny element dekoracyjny stanowią też kolorowe herby wykonane techniką mozaiki. Są to herby; Słupska, Szczecina, Pomorza, Wrocławia, Gdańska, Koszalina i Kołobrzegu (niektóre są współczesne). W wieży, wysuniętej nieco przed lico fasady znajduje się reprezentacyjne wejście, nad nim widoczne jest trójdzielne okno gabinetu Prezydenta Miasta i balkon. Po bokach fasady znajdują się bramy wjazdowe z kutym, secesyjnym ogrodzeniem.

### Wejście i parter
Główne wejście prowadzi do bogato zdobionej sieni z kamiennymi schodami. Nad drzwiami znajduje się witraż wypełniony ornamentami roślinnymi z herbem miasta i datą powstania ratusza 1900-1901. Z prawej strony znajduje się obraz przedstawiający wyładunek w porcie w Ustce. Po lewej stronie namalowany jest „Targ Rybny w Słupsku". Na tym obrazie wśród tłumu kupujących przedstawiony jest burmistrz Hans Matthes jako mężczyzna z ciemną brodą, w okularach i w brązowym kapeluszu. Autorem obrazów jest Friedrich Klein-Chewalie Profesor Akademii Sztuk Pięknych w Berlinie.
Reprezentacyjny hol parteru ratusza posiada sklepienie gwiaździste, wsparte na sześciu kamiennych kolumnach. Biegnący od niego korytarz główny jest sklepiony krzyżowo. Dekorację stanowią ceglane profile żeber i dekoracja kwiatowa. Podobny układ dekoracji powtarza się na następnej kondygnacji. W trójdzielnym oknie holu znajduje się witraż o motywach architektoniczno-roślinnym wykonany przez pracownię Didden Buscha z Berlina w 1901 roku. Witraże w pozostałych oknach klatki schodowej powstały w 1990r. w pracowni Z. Jaworskiego z Wrocławia.

### I piętro

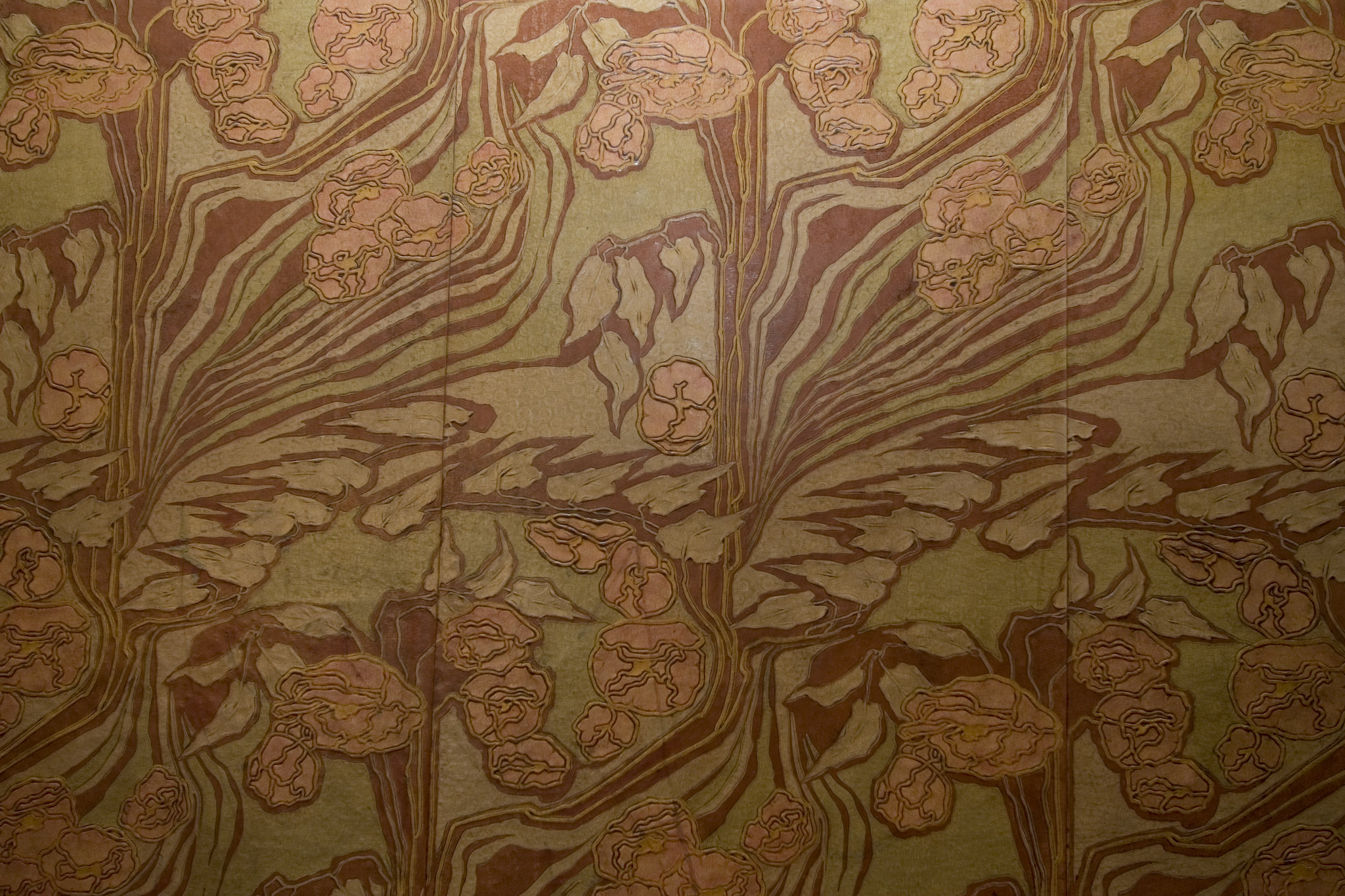
Oryginalne tapety w gabinecie prezydenta

Na pierwszym piętrze znajduje się gabinet prezydenta miasta. Pomieszczenie ma aż 12 ścian. W środku zobaczyć można witraże, żyrandol gazowy (obecnie przerobiony na elektryczny) oryginalne tapety i biurko sprzed 100 lat. 

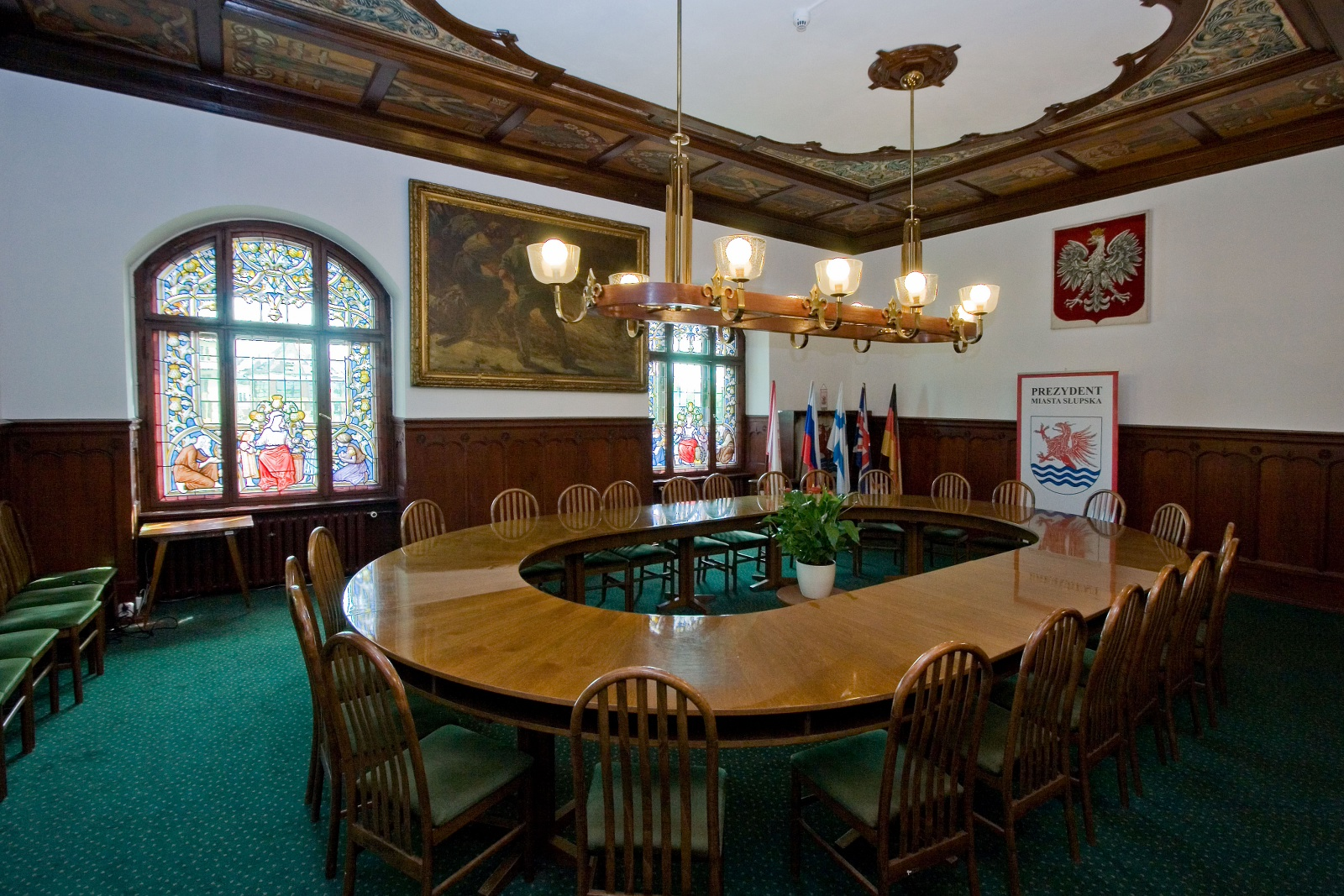
Sala konferencyjna nr 110

Sala posiedzeń nr 110. Ściany wyłożone są boazerią z profilowanym gzymsem. Strop posiada dekorację w rodzaju kasetonów umieszczonych na obwodzie. Pola kasetonów wypełnione są malowaną, secesyjną dekoracją. Środek sali zajmuje eliptyczny stół nad którym zwisa żyrandol. W oknach wprawione są witraże o wątku roślinnym-architektonicznym, w dolnych partiach zawierające sceny figuralne - symbolizujące różne funkcje miasta. Wykonane zostały one w pracowni berlińskiej Martina Riegelmanna w latach 1900-1901. 

#### Klucz do zjednoczonej Europy
Na holu pierwszego piętra znajduje się wielki klucz, ozdobiony 12 bursztynami, który jest symbolem wejścia Polski do Unii Europejskiej. Przedstawiciele młodzieży z całej Polski, reprezentujący Słupsk, odebrali go 12 maja 2004 roku w obecności Jolanty Kwaśniewskiej i Prezydenta Miasta Słupska Macieja Kobylińskiego, z rąk polskiej Komisarz Unii Europejskiej, Danuty Hübner w Królewskim Jachtklubie w Brukseli. Wcześniej przez 12 dni płynęli ze Słupska do Brukseli czterema jachtami pod wspólnym dowództwem kpt. Krzysztofa Baranowskiego. Organizatorem rejsu był Urząd Miejski w Słupsku, a honorowy patronat nad nim sprawowała Jolanta Kwaśniewska.
Na i piętrze można również zobaczyć kopię figurki Słupskiego Bursztynowego Niedźwiadka Szczęścia oraz jednodolarówkę ze Słupskiem.

### II piętro
W północno-wschodnim narożu drugiego piętra znajduje się najbardziej okazała i reprezentacyjna sala posiedzeń (nr 211). Wystrój sali został zachowany w całości. W środku zwisa potężny, metalowy żyrandol na planie koła. Wszystkie okna wypełnione są witrażami. Na ścianie północnej zawierają kompozycje dywanowe ze stylizowanych liści dębu i grabu. Na ścianie wschodniej - w dwóch górnych oknach herby Słupska i Pomorza, w rzędzie dolnym sceny figuralne symbolizujące podstawowe zajęcia mieszkańców miasta i emblematy cechowe otoczone ornamentyką roślinną. Autorem witraży jest Albert Luthi.

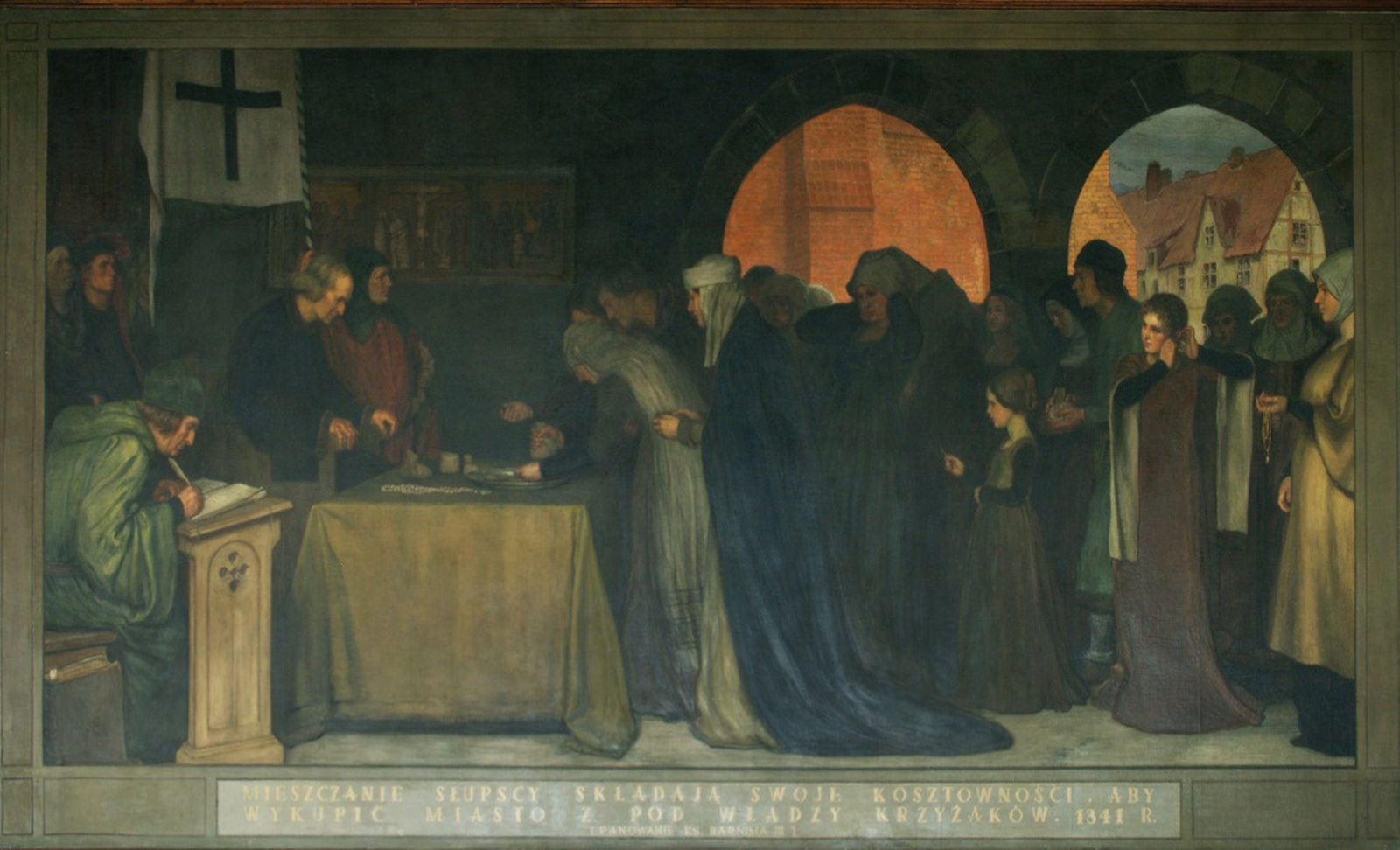
Obraz-"Mieszczanie słupscy składają swoje kosztowności, aby wykupić miasto spod władzy Krzyżaków. 1341 r."

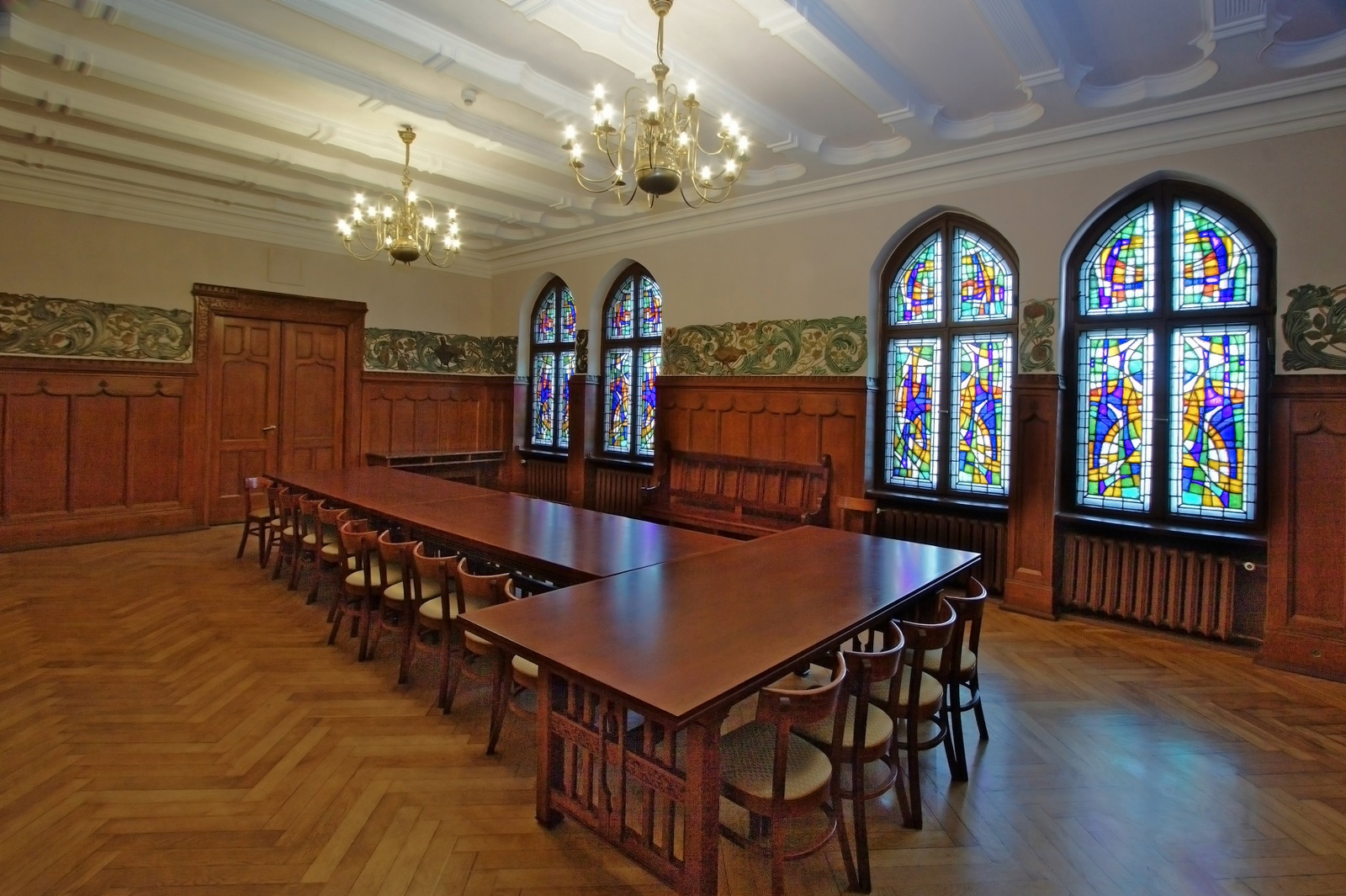
Mała sala posiedzeń

W sali znajdują się dwa ogromne obrazy o tematyce historycznej. Obraz na ścianie zachodniej przedstawia symboliczną scenę nadania Słupskowi przywilejów w 1310 r. Z prawej strony znajduje się orszak książęcy, z lewej - reprezentanci miasta, w środku postać kobieca symbolizująca miasto przejmuje klucz. W głębi panorama z kościołem mariackim.
Drugi obraz dotyczy wydarzenia historycznego. W 1329 roku szczecińscy książęta tymczasowo sprawujący władzę nad miastem oddali je pod zastaw Krzyżakom na 12 lat w zamian na pożyczkę 6000 grzywien srebra. W obawie,aby Krzyżacy na stałe nie opanowali tych ziem i miasta mieszczanie z chwilą upływającego terminu spłaty,zebrali brakującą kwotę 2766 grzywien przeznaczając na nią również swoje kosztowności. Autorem obrazów jest Józef Scheurenberg, profesor Akademii Sztuk Piękności w Kassel i Berlinie. Urodził się w roku 1846 w Düsseldorfie, był znanym malarzem obrazów historycznych i portretów.
Mała sala posiedzeń (nr 212). Posiada ona strop z imitacji profilowanych belek, malowany fryz o motywach roślinnych z ptakami biegnącymi nad boazerią i współczesne witraże.

### Wieża
Jednym z elementów słupskiego ratusza jest 56-metrowa wieża, na którą prowadzi 180 schodów. Do zwiedzania wieżę udostępniono w 2003 roku. Znajduje się tam galeria portretów burmistrzów i prezydentów. Na szczycie znajduje się taras widokowy, z którego można podziwiać panoramę miasta oraz dolinę rzeki Słupi.
Na wieży znajduje się galeria zdjęć starego przedwojennego Słupska, portrety pierwszych włodarzy miasta, wystawa poświęcona Orłom Polskim, a także stary mechanizm zegarowy, który nieprzerwanie działa od stu lat.
Wystawa poświęcona Orłom Polskim na wieży ratuszowej (Orły Czaplińskiego)
Kolekcja przedstawiająca proces kształtowania się wizerunku Godła Polski od czasów najdawniejszych (X wiek) do współczesności, autorstwa znanego słupskiego metaloplastyka, współzałożyciela i wieloletniego dyrektora Teatru Lalki „Tęcza” Tadeusza Czaplińskiego (1912-1991).
Ekspozycja składa się z prac użyczonych Urzędowi Miejskiemu przez szkołę Policji w Słupsku. Prezentowane godła są wykonane na blasze miedzianej i mosiężnej. Są replikami oryginalnych kartuszy królewskich herbów książęcych, odznaczeń wojskowych, sztandarów, pieczęci i monet. Kolekcja wystawiana była na wielu wystawach w Polsce i w Europie.

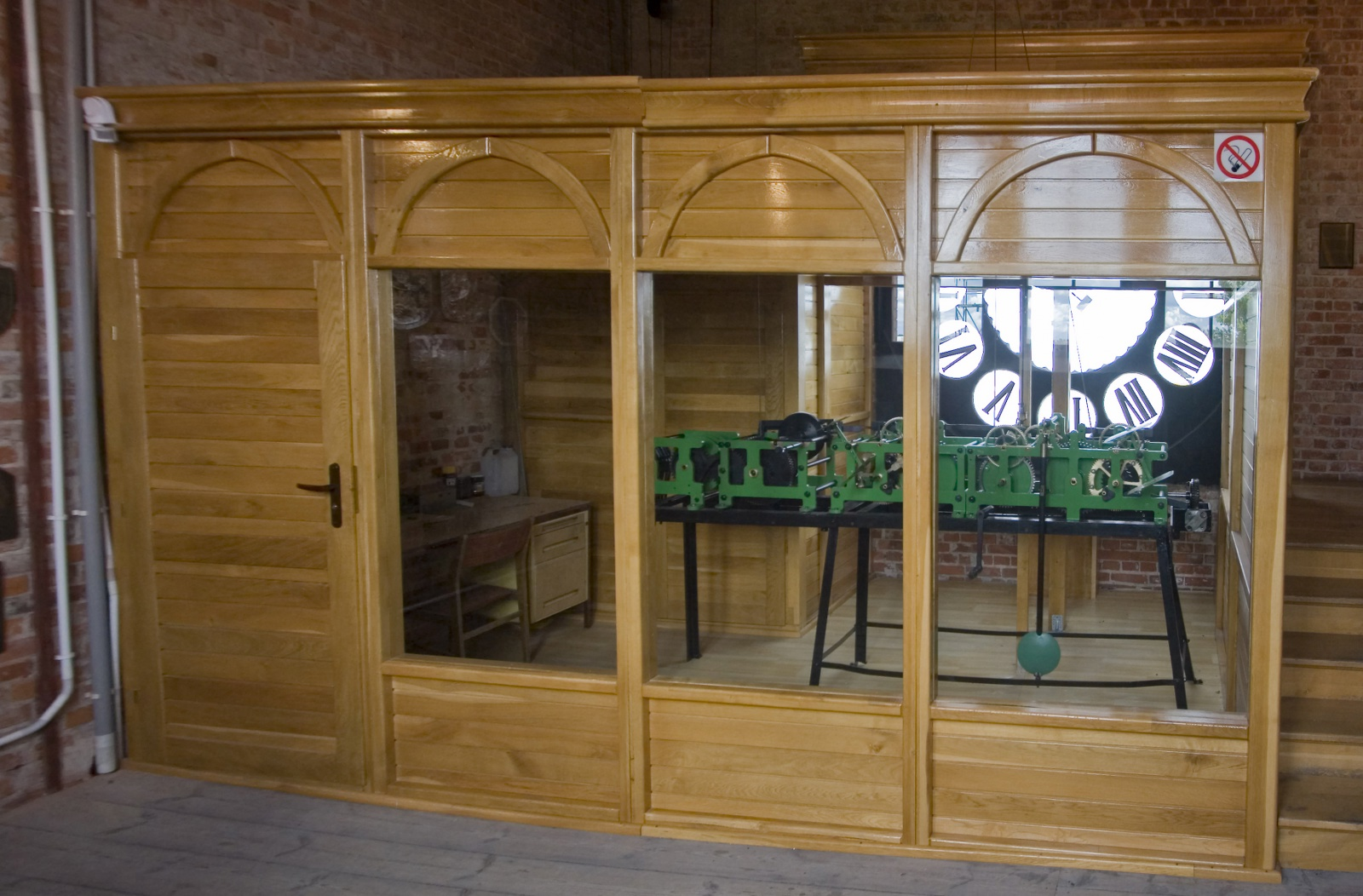
Mechanizm zegara

### Zegar ratuszowy
Ratuszowy zegar z niewielkimi przerwami działa od roku 1901. Na jego ramie wybite jest nazwisko budowniczego tego chronometru: OTTO PILA, STOLP, który w roku 1915 mieszkał przy Schillerstraße 17 (obecnie ul. Solskiego) i był „rentierem”, czyli człowiekiem, który żył z kapitału zgromadzonego wcześniej w banku. Zegar przez wiele lat nie był właściwie konserwowany. Bieżące naprawy ograniczały się do coraz większego obciążania mechanizmu balastem, co doraźnie likwidowało tzw. luzy w trybach, ale w konsekwencji powodowało ich narastanie. Jak twierdzi obecny opiekun ratuszowego zegara, z zawodu zegarmistrz i specjalista od chronometrów wieżowych - Krzysztof Woźniak - w najgorszym momencie obciążenie mechanizmów sięgało 90 kilogramów, przy 36-kilogramowej normie dla zegara tej wielkości! Po wojnie, w roku 1973 mechanizm rozszerzono o kuranty, które o określonej godzinie wybijały na wielkich, specjalnie przyciętych rurach jedną frazę IV Symfonii Karola Szymanowskiego. W 1995 roku rozpoczął się generalny remont ratuszowego zegara, który trwał do 1996 roku. Przeprowadzony został przez Krzysztofa Woźniaka. Ratuszowy zegar - w ciągu doby późni się tylko jedną sekundę, tak więc na przestrzeni miesiąca trzeba go przesuwać do przodu o ok. pół minuty.

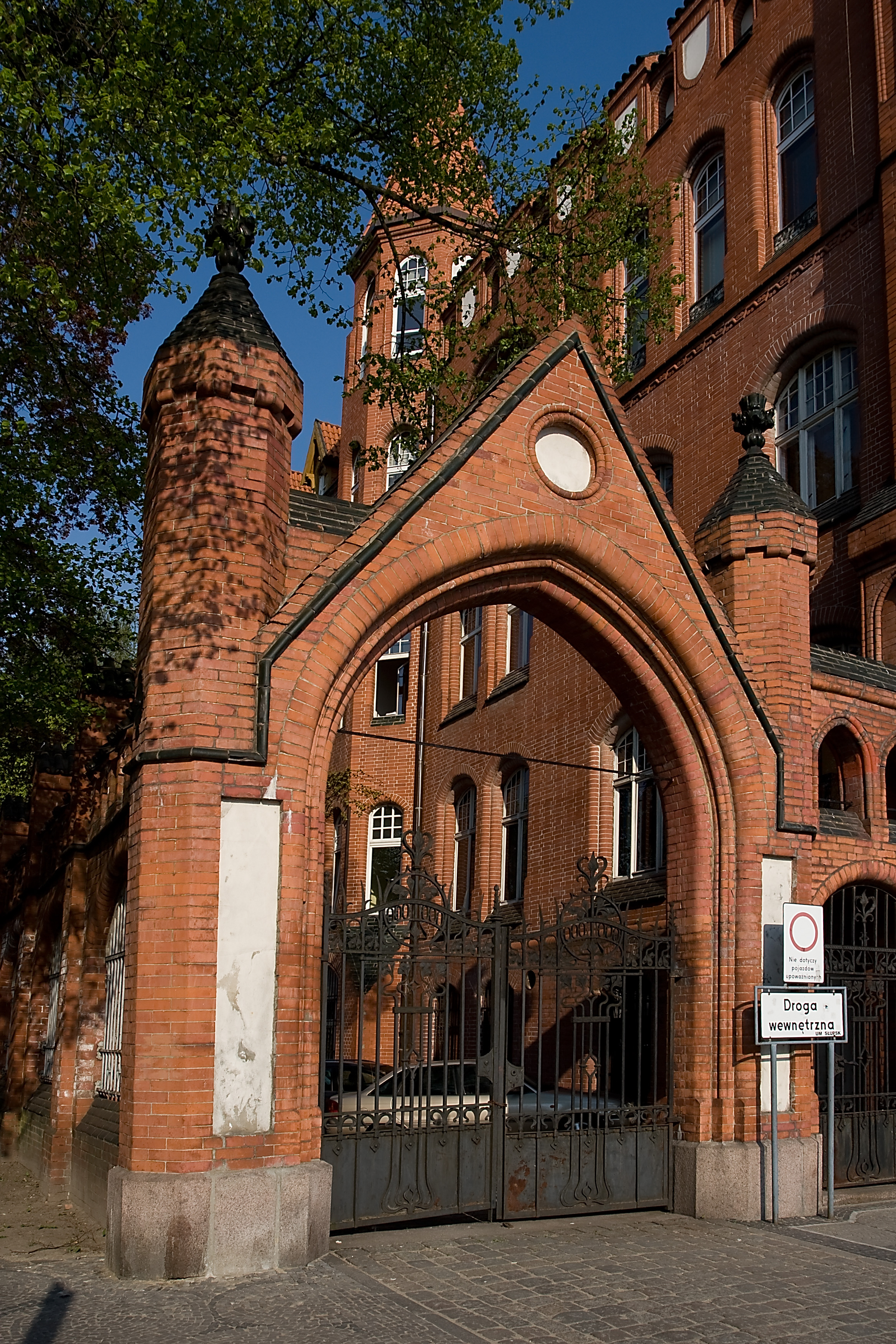
Ogrodzenie Ratusza

### Pałac Ślubów
W południowej części "niskiego parteru" ratusza znajduje się "Pałac Ślubów". Sale, w których się znajduje, zostały zaadaptowane na ten cel w roku 1971. W pomieszczeniach tych pierwotnie mieściła się restauracja, a przez kilka lat po wojnie biblioteka. Autentyczny wystrój zachował się tylko częściowo.

### Ogrodzenie
Ogrodzenie ratusza zostało wzniesione i oddane do użytku razem z budynkiem ratusza 4 lipca 1901 r. Powstało na podstawie projektu berlińskiego architekta prof. Karla Zaara i inżyniera Rudolfa Vahla, z inicjatywy burmistrza Hansa Matthesa. Ogrodzenie zostało wpisane na listę zabytków chronionych prawem. W 2010 roku został przeprowadzony częściowy remont.